# Giro d’Italia 2011
Der 94. Giro d’Italia fand vom 7. bis 29. Mai 2011 statt. Die Veranstaltung stand im Zeichen des 150-Jahre-Jubiläums der Staatsgründung Italiens (das Land Italien besteht seit dem Beginn der Regentschaft von König Viktor Emanuel II. – großteils – in seiner heutigen Form). Dem ursprünglichen Sieger Alberto Contador wurde der Titel mit der nachträglichen Dopingsperre vom 6. Februar 2012 für ein Dopingvergehen bei der Tour de France 2010 aberkannt.
Das Radrennen wurde in 21 Etappen über 3479 km von ursprünglich geplanten 3522,5 km ausgetragen und führte durch 17 der 20 Regionen Italiens (nicht angefahren wurden Sardinien, Apulien und das Aostatal). Damit war die Rundfahrt ungefähr 60 Kilometer länger als die Ausgabe von 2010. Der Giro startete mit einem Mannschaftszeitfahren in Turin und endete zum 74. Mal in Mailand mit einem Einzelzeitfahren. Das Rennen führte nach dem Start in Turin an der Westseite Italiens nach Süden bis nach Sizilien, wo der Ätna zweimal erklommen wurde. Danach ging es auf der Ostseite Italiens nach Norden, wo mit schwierigen Etappen in Dolomiten und Alpen die Entscheidung in der Gesamtwertung fallen sollte.

## Tödlicher Unfall von Wouter Weylandt
Überschattet wurde das sportliche Geschehen vom tödlichen Unfall des belgischen Profis Wouter Weylandt vom Team Leopard Trek während der dritten Etappe. Aufgrund dieses tödlichen Unfalls wurde seitens der Organisatoren beschlossen, die vierte Etappe zu neutralisieren. Im Gedenken des Toten wurde die Etappe Wouter Weylandt und dem Team Leopard Trek gewidmet. Das Team Leopard Trek überquerte gemeinsam mit Weylandts bestem Freund Tyler Farrar von Team Garmin-Cervélo im Gedenken an den Verstorbenen geschlossen und in Distanz zum restlichen Feld die Ziellinie. Zwei Tage nach dem Unfall verließ das gesamte Team Leopard Trek den Giro. Auch Tyler Farrar stieg nach der neutralisierten vierten Etappe aus Trauer um seinen Freund aus dem Rennen aus.

## Panne bei der Siegerehrung
Bei der Siegerehrung für den spanischen Gesamtsieger Alberto Contador in Mailand unterlief den Veranstaltern eine peinliche Panne: Irrtümlich wurde die Nationalhymne Spaniens aus der Zeit der Diktatur von General Franco gespielt. Die spanische Regierung legte Beschwerde ein, und die Giro-Veranstalter entschuldigten sich.

## Teilnehmerfeld
Der Veranstalter RCS lud neben den 18 ProTeams auch noch fünf Professional Continental Teams ein. Jedes Team schickte neun Fahrer an den Start, womit insgesamt 207 Radprofis am Giro teilnahmen. Mit dabei waren sechs Deutsche, sieben Schweizer, zwei Luxemburger und ein Österreicher.
| UCI ProTeams Quickstep Omega Pharma-Lotto Saxo Bank SunGard ag2r La Mondiale Lampre-ISD Liquigas-Cannondale | Pro Team Astana Leopard Trek Rabobank Vacansoleil-DCM Katjuscha Euskaltel-Euskadi | Movistar Team Sky ProCycling BMC Racing Team Garmin-Cervélo HTC-Highroad Team RadioShack |
| UCI Professional Continental Teams Acqua & Sapone Androni Giocattoli                                        | Colnago-CSF Inox Farnese Vini-Neri Sottoli Geox-TMC                               |                                                                                          |

→ Detaillierte Starterliste: Fahrerfeld 2011
Als großer Favorit auf den Gesamtsieg galt der dreimalige Tour-de-France-Sieger Alberto Contador aus Spanien, der den Giro d’Italia 2008 für sich entschieden hat. Als seine größten Konkurrenten wurden der Vorjahresdritte und Sieger der Vuelta a España 2010, Vincenzo Nibali, Denis Menschow, Sieger des Giro 2009 und der Vorjahresvierte Michele Scarponi eingestuft.
Mit Mark Cavendish stand ein mehrmaliger Tour-de-France-Etappensieger in Massensprints am Start, aufgrund von fehlenden guten Resultaten im bisherigen Saisonverlauf wurde er aber bei Start der Rundfahrt ebenso wie Tyler Farrar (zwischenzeitlich ausgestiegen), zweimaliger Etappensieger 2010, nicht als aussichtsreichster Kandidat auf Tageserfolge auf den Flachetappen angesehen. Stattdessen galt Alessandro Petacchi als Favorit in den Sprints. Neben seinem Anfahrer Danilo Hondo waren auch Gerald Ciolek gute Ergebnisse in den Massenspurts zuzutrauen.
Matthew Lloyd, der Titelverteidiger in der Bergwertung, stand nicht am Start. Einen eindeutigen Favoriten auf den Gewinn des Grünen Trikots gab es daher nicht.
Ältester Teilnehmer war der Italiener Andrea Noè mit 42 Jahren bei seiner 16. Giro-Teilnahme. Ältester Deutscher war Danilo Hondo mit 37 Jahren, der zum fünften Mal am Start stand. Jüngster Starter war der 21-jährige Kolumbianer Carlos Betancur. Insgesamt 47 Teilnehmer fielen in die Nachwuchswertung der unter 25-Jährigen.

## Etappen
→ Detaillierte Etappenübersicht mit Ergebnissen: Giro d’Italia 2011/Etappen
Der Etappenplan wurde am 23. Oktober 2010 vorgestellt. Das Rennen startete in Turin und führte nach mehrjähriger Pause auch durch Kalabrien und Sizilien. Zwei Etappen führten auch nach Österreich.
Der Giro 2011 galt als der härteste seit Jahren, da neben fünf flachen Abschnitten und drei Zeitfahren (davon ein Bergzeitfahren) vier Mittelgebirgsetappen sowie acht Bergetappen mit sieben Bergankünften auf dem Plan standen. Insgesamt elf Bergwertungen der 1. und höchsten Kategorie wurden ausgefahren.
Nach dem Start in Turin, der ersten Hauptstadt des geeinten Italien, führte die Route an der tyrrhenischen Küste südwärts. Nachdem zu Beginn recht flache Abschnitte warteten, auf denen die Sprinter zum Zug kommen können, wurde vor allem auf der fünften Etappe, die zudem mit einem Abschnitt der toskanischen Schotterstraße „Strade Bianche“ aufwartet, das Terrain welliger. In Montevergine di Mercogliano erfolgte zwei Tage später die erste Bergankunft des Rennens, bevor am neunten Tagesabschnitt der südlichste Punkt des Giro auf Sizilien erreicht war, wo der Ätna zweimal bezwungen werden musste.
Nach einem Ruhetag führte die Strecke am adriatischen Meer entlang wieder nach Norden. Die entscheidende Phase erreichte die Rundfahrt, wenn während der 13. Etappe erstmals die Alpen passiert wurden, dann geht es nach Österreich auf den Großglockner. Auf den folgenden Tagesabschnitten warteten unter anderem der Monte Zoncolan, ein Bergzeitfahren und der Colle delle Finestre am vorletzten Tag. Der Giro endete schließlich mit einem Einzelzeitfahren in Mailand.
| Etappe | Typ               | Tag     | Start–Ziel                            | km         | Etappensieger       | Maglia Rosa      |
| ------ | ----------------- | ------- | ------------------------------------- | ---------- | ------------------- | ---------------- |
| 01.    |                   | 07. Mai | Venaria Reale–Turin MZF               | 19,3       | HTC-Highroad        | Marco Pinotti    |
| 02.    | Flachetappe       | 08. Mai | Alba–Parma                            | 244        | Alessandro Petacchi | Mark Cavendish   |
| 03.    | Bergetappe        | 09. Mai | Reggio nell’Emilia–Rapallo            | 173        | Ángel Vicioso       | David Millar     |
| 04.    | Bergetappe        | 10. Mai | Quarto dei Mille–Livorno              | 216        | neutralisiert       | David Millar     |
| 05.    | Bergetappe        | 11. Mai | Piombino–Orvieto                      | 191        | Pieter Weening      | Pieter Weening   |
| 06.    | Bergetappe        | 12. Mai | Orvieto–Fiuggi Terme                  | 216        | Francisco Ventoso   | Pieter Weening   |
| 07.    | Hochgebirgsetappe | 13. Mai | Maddaloni–Montevergine di Mercogliano | 110        | Bart De Clercq      | Pieter Weening   |
| 08.    | Flachetappe       | 14. Mai | Sapri–Tropea                          | 217        | Oscar Gatto         | Pieter Weening   |
| 09.    | Hochgebirgsetappe | 15. Mai | Messina–Ätna                          | 169        | Alberto Contador    | Alberto Contador |
| R      | Ruhetag           | 16. Mai | 1. Ruhetag                            | 1. Ruhetag | 1. Ruhetag          | Alberto Contador |
| 10.    | Flachetappe       | 17. Mai | Termoli–Teramo                        | 159        | Mark Cavendish      | Alberto Contador |
| 11.    | Bergetappe        | 18. Mai | Tortoreto Lido–Castelfidardo          | 142        | John Gadret         | Alberto Contador |
| 12.    | Flachetappe       | 19. Mai | Castelfidardo–Ravenna                 | 184        | Mark Cavendish      | Alberto Contador |
| 13.    | Hochgebirgsetappe | 20. Mai | Spilimbergo–Großglockner              | 167        | José Rujano         | Alberto Contador |
| 14.    | Hochgebirgsetappe | 21. Mai | Lienz–Monte Zoncolan                  | 172        | Igor Antón          | Alberto Contador |
| 15.    | Hochgebirgsetappe | 22. Mai | Conegliano–Gardeccia                  | 229        | Mikel Nieve         | Alberto Contador |
| R      | Ruhetag           | 23. Mai | 2. Ruhetag                            | 2. Ruhetag | 2. Ruhetag          | Alberto Contador |
| 16.    |                   | 24. Mai | Belluno BZF                           | 12,7       | Alberto Contador    | Alberto Contador |
| 17.    | Hochgebirgsetappe | 25. Mai | Feltre–Tirano                         | 230        | Diego Ulissi        | Alberto Contador |
| 18.    | Bergetappe        | 26. Mai | Morbegno–San Pellegrino Terme         | 151        | Eros Capecchi       | Alberto Contador |
| 19.    | Hochgebirgsetappe | 27. Mai | Bergamo–Macugnaga                     | 209        | Paolo Tiralongo     | Alberto Contador |
| 20.    | Hochgebirgsetappe | 28. Mai | Verbania–Sestriere                    | 242        | Wassil Kiryjenka    | Alberto Contador |
| 21.    |                   | 29. Mai | Mailand EZF                           | 26         | David Millar        | Alberto Contador |

## Wertungen im Rennverlauf
Die Tabelle zeigt den Führenden der jeweiligen Gesamtwertung nach Abschluss der Etappe an. Für diese und zahlreiche andere Sonderwertungen wurden insgesamt 1,4 Millionen Euro ausgeschüttet.
| Etappe | Rosa Trikot (Gesamtwertung) | Rotes Trikot (Punktewertung) | Grünes Trikot (Bergwertung) | Weißes Trikot (Nachwuchswertung) | Teamwertung         |
| ------ | --------------------------- | ---------------------------- | --------------------------- | -------------------------------- | ------------------- |
| 01.    | Marco Pinotti               | nicht vergeben               | nicht vergeben              | Bjorn Selander                   | HTC-Highroad        |
| 02.    | Mark Cavendish              | Alessandro Petacchi          | Sebastian Lang              | Bjorn Selander                   | HTC-Highroad        |
| 03.    | David Millar                | Alessandro Petacchi          | Gianluca Brambilla          | Jan Bakelants                    | Team Garmin-Cervélo |
| 04.    | David Millar                | Alessandro Petacchi          | Gianluca Brambilla          | Jan Bakelants                    | Team Garmin-Cervélo |
| 05.    | Pieter Weening              | Alessandro Petacchi          | Martin Kohler               | Steven Kruijswijk                | Movistar Team       |
| 06.    | Pieter Weening              | Alessandro Petacchi          | Martin Kohler               | Steven Kruijswijk                | Movistar Team       |
| 07.    | Pieter Weening              | Alessandro Petacchi          | Bart De Clercq              | Steven Kruijswijk                | Movistar Team       |
| 08.    | Pieter Weening              | Alessandro Petacchi          | Bart De Clercq              | Steven Kruijswijk                | Movistar Team       |
| 09.    | Alberto Contador            | Alberto Contador             | Filippo Savini              | Roman Kreuziger                  | Pro Team Astana     |
| 10.    | Alberto Contador            | Alessandro Petacchi          | Filippo Savini              | Roman Kreuziger                  | Pro Team Astana     |
| 11.    | Alberto Contador            | Alessandro Petacchi          | Filippo Savini              | Roman Kreuziger                  | Pro Team Astana     |
| 12.    | Alberto Contador            | Alessandro Petacchi          | Filippo Savini              | Roman Kreuziger                  | Pro Team Astana     |
| 13.    | Alberto Contador            | Alberto Contador             | Alberto Contador            | Roman Kreuziger                  | Pro Team Astana     |
| 14.    | Alberto Contador            | Alberto Contador             | Alberto Contador            | Roman Kreuziger                  | Pro Team Astana     |
| 15.    | Alberto Contador            | Alberto Contador             | Stefano Garzelli            | Roman Kreuziger                  | Pro Team Astana     |
| 16.    | Alberto Contador            | Alberto Contador             | Stefano Garzelli            | Roman Kreuziger                  | Pro Team Astana     |
| 17.    | Alberto Contador            | Alberto Contador             | Stefano Garzelli            | Roman Kreuziger                  | Pro Team Astana     |
| 18.    | Alberto Contador            | Alberto Contador             | Stefano Garzelli            | Roman Kreuziger                  | Pro Team Astana     |
| 19.    | Alberto Contador            | Alberto Contador             | Stefano Garzelli            | Roman Kreuziger                  | Pro Team Astana     |
| 20.    | Alberto Contador            | Alberto Contador             | Stefano Garzelli            | Roman Kreuziger                  | Pro Team Astana     |
| 21.    | Alberto Contador            | Alberto Contador             | Stefano Garzelli            | Roman Kreuziger                  | Pro Team Astana     |
| Sieger | Alberto Contador            | Alberto Contador             | Stefano Garzelli            | Roman Kreuziger                  | Pro Team Astana     |

## Endstände
| \| Gesamtwertung \| Gesamtwertung \| Gesamtwertung \| Gesamtwertung \| Gesamtwertung \| \| Fahrer \| Fahrer \| Land \| Team \| Zeit \| \| ------------- \| ------------------- \| ------------- \| ----------------------- \| ---------------- \| \| 1. \| Alberto Contador \| Spanien \| Saxo Bank-Sungard \| DSQ \| \| 1. \| Michele Scarponi \| Italien \| Lampre-ISD \| 84 h 11 min 24 s \| \| 2. \| Vincenzo Nibali \| Italien \| Liquigas-Cannondale \| + 46 s \| \| 3. \| John Gadret \| Frankreich \| AG2R La Mondiale \| + 4 min 07 s \| \| 4. \| Joaquim Rodríguez \| Spanien \| Katusha \| + 4 min 55 s \| \| 5. \| Roman Kreuziger \| Tschechien \| Astana \| + 5 min 18 s \| \| 6. \| José Rujano \| Venezuela \| Androni Giocattoli-CIPI \| + 6 min 02 s \| \| 7. \| Denis Menschow \| Russland \| Geox-TMC \| + 6 min 08 s \| \| 8. \| Steven Kruijswijk \| Niederlande \| Rabobank \| + 7 min 41 s \| \| 9. \| Kanstantsin Siutsou \| Belarus \| HTC-Highroad \| + 8 min 00 s \| \| 10. \| Mikel Nieve \| Spanien \| Euskaltel-Euskadi \| + 9 min 58 s \| \| 11. \| Hubert Dupont \| Frankreich \| AG2R La Mondiale \| + 11 min 56 s \| \| 12. \| Dario Cataldo \| Italien \| Quick Step \| + 12 min 13 s \| \| 13. \| David Arroyo \| Spanien \| Movistar Team \| + 20 min 46 s \| \| 14. \| Christophe Le Mével \| Frankreich \| Garmin-Cervélo \| + 25 min 58 s \| \| 15. \| Johann Tschopp \| Schweiz \| BMC Racing Team \| + 29 min 10 s \| \| 16. \| Matteo Carrara \| Italien \| Vacansoleil-DCM \| + 30 min 58 s \| \| 17. \| Igor Antón \| Spanien \| Euskaltel-Euskadi \| + 31 min 29 s \| \| 18. \| Paolo Tiralongo \| Italien \| Astana \| + 32 min 11 s \| \| 19. \| Tiago Machado \| Portugal \| Team RadioShack \| + 33 min 49 s \| \| 20. \| Thomas Lövkvist \| Schweden \| Team Sky \| + 37 min 41 s \| |                     |             |                         |                  |
| |                     |             |                         |                  |
| Quelle: ProCyclingStats |                     |             |                         |                  |
| Gesamtwertung |                     |             |                         |                  |
| Fahrer | Fahrer              | Land        | Team                    | Zeit             |
| 1. | Alberto Contador    | Spanien     | Saxo Bank-Sungard       | DSQ              |
| 1. | Michele Scarponi    | Italien     | Lampre-ISD              | 84 h 11 min 24 s |
| 2. | Vincenzo Nibali     | Italien     | Liquigas-Cannondale     | + 46 s           |
| 3. | John Gadret         | Frankreich  | AG2R La Mondiale        | + 4 min 07 s     |
| 4. | Joaquim Rodríguez   | Spanien     | Katusha                 | + 4 min 55 s     |
| 5. | Roman Kreuziger     | Tschechien  | Astana                  | + 5 min 18 s     |
| 6. | José Rujano         | Venezuela   | Androni Giocattoli-CIPI | + 6 min 02 s     |
| 7. | Denis Menschow      | Russland    | Geox-TMC                | + 6 min 08 s     |
| 8. | Steven Kruijswijk   | Niederlande | Rabobank                | + 7 min 41 s     |
| 9. | Kanstantsin Siutsou | Belarus     | HTC-Highroad            | + 8 min 00 s     |
| 10. | Mikel Nieve         | Spanien     | Euskaltel-Euskadi       | + 9 min 58 s     |
| 11. | Hubert Dupont       | Frankreich  | AG2R La Mondiale        | + 11 min 56 s    |
| 12. | Dario Cataldo       | Italien     | Quick Step              | + 12 min 13 s    |
| 13. | David Arroyo        | Spanien     | Movistar Team           | + 20 min 46 s    |
| 14. | Christophe Le Mével | Frankreich  | Garmin-Cervélo          | + 25 min 58 s    |
| 15. | Johann Tschopp      | Schweiz     | BMC Racing Team         | + 29 min 10 s    |
| 16. | Matteo Carrara      | Italien     | Vacansoleil-DCM         | + 30 min 58 s    |
| 17. | Igor Antón          | Spanien     | Euskaltel-Euskadi       | + 31 min 29 s    |
| 18. | Paolo Tiralongo     | Italien     | Astana                  | + 32 min 11 s    |
| 19. | Tiago Machado       | Portugal    | Team RadioShack         | + 33 min 49 s    |
| 20. | Thomas Lövkvist     | Schweden    | Team Sky                | + 37 min 41 s    |

| Punktewertung | Punktewertung     | Punktewertung | Punktewertung           | Punktewertung |
| Fahrer        | Fahrer            | Land          | Team                    | Punkte        |
| ------------- | ----------------- | ------------- | ----------------------- | ------------- |
| 1.            | Alberto Contador  | Spanien       | Saxo Bank-Sungard       | DSQ           |
| 1.            | Michele Scarponi  | Italien       | Lampre-ISD              | 122 P.        |
| 2.            | Vincenzo Nibali   | Italien       | Liquigas-Cannondale     | 121 P.        |
| 3.            | José Rujano       | Venezuela     | Androni Giocattoli-CIPI | 107 P.        |
| 4.            | John Gadret       | Frankreich    | AG2R La Mondiale        | 97 P.         |
| 5.            | Joaquim Rodríguez | Spanien       | Katusha                 | 87 P.         |
| 6.            | Roman Kreuziger   | Tschechien    | Astana                  | 85 P.         |
| 7.            | Stefano Garzelli  | Italien       | Acqua & Sapone          | 81 P.         |
| 8.            | Roberto Ferrari   | Italien       | Androni Giocattoli-CIPI | 70 P.         |
| 9.            | Pablo Lastras     | Spanien       | Movistar Team           | 66 P.         |
| 10.           | Jan Bakelants     | Belgien       | Omega Pharma-Lotto      | 66 P.         |

| Bergwertung | Bergwertung        | Bergwertung | Bergwertung             | Bergwertung |
| Fahrer      | Fahrer             | Land        | Team                    | Punkte      |
| ----------- | ------------------ | ----------- | ----------------------- | ----------- |
| 1.          | Stefano Garzelli   | Italien     | Acqua & Sapone          | 67 P.       |
| 2.          | Alberto Contador   | Spanien     | Saxo Bank-Sungard       | DSQ         |
| 2.          | José Rujano        | Venezuela   | Androni Giocattoli-CIPI | 43 P.       |
| 3.          | Mikel Nieve        | Spanien     | Euskaltel-Euskadi       | 39 P.       |
| 4.          | Gianluca Brambilla | Italien     | Colnago-CSF Inox        | 29 P.       |
| 5.          | Wassil Kiryjenka   | Belarus     | Movistar Team           | 24 P.       |
| 6.          | Emanuele Sella     | Italien     | Androni Giocattoli-CIPI | 23 P.       |
| 7.          | Michele Scarponi   | Italien     | Lampre-ISD              | 23 P.       |
| 8.          | Vincenzo Nibali    | Italien     | Liquigas-Cannondale     | 22 P.       |
| 9.          | Johnny Hoogerland  | Niederlande | Vacansoleil-DCM         | 21 P.       |
| 10.         | Jérôme Pineau      | Frankreich  | Quick Step              | 20 P.       |

| Nachwuchswertung | Nachwuchswertung   | Nachwuchswertung   | Nachwuchswertung   | Nachwuchswertung  |
| Fahrer           | Fahrer             | Land               | Team               | Zeit              |
| ---------------- | ------------------ | ------------------ | ------------------ | ----------------- |
| 1.               | Roman Kreuziger    | Tschechien         | Astana             | 84 h 16 min 42 s  |
| 2.               | Steven Kruijswijk  | Niederlande        | Rabobank           | + 2 min 23 s      |
| 3.               | Peter Stetina      | Vereinigte Staaten | Garmin-Cervélo     | + 38 min 41 s     |
| 4.               | Jan Bakelants      | Belgien            | Omega Pharma-Lotto | + 43 min 39 s     |
| 5.               | Bart De Clercq     | Belgien            | Omega Pharma-Lotto | + 52 min 57 s     |
| 6.               | Cayetano Sarmiento | Kolumbien          | Acqua & Sapone     | + 1 h 06 min 01 s |
| 7.               | Danilo Wyss        | Schweiz            | BMC Racing Team    | + 1 h 07 min 16 s |
| 8.               | Diego Ulissi       | Italien            | Lampre-ISD         | + 1 h 20 min 14 s |
| 9.               | Robert Kišerlovski | Kroatien           | Astana             | + 1 h 22 min 10 s |
| 10.              | Kevin Seeldraeyers | Belgien            | Quick Step         | + 1 h 42 min 22 s |

| Mannschaftswertung | Mannschaftswertung | Mannschaftswertung | Mannschaftswertung |
| Team               | Team               | Land               | Zeit               |
| ------------------ | ------------------ | ------------------ | ------------------ |
| 1.                 | Astana             | Kasachstan         | 252 h 44 min 52 s  |
| 2.                 | Movistar Team      | Spanien            | + 10 min 00 s      |
| 3.                 | Ag2r La Mondiale   | Frankreich         | + 11 min 23 s      |
| 4.                 | Katusha            | Russland           | + 24 min 46 s      |
| 5.                 | Geox-TMC           | Spanien            | + 38 min 41 s      |

## Berichterstattung
Erstmals erschien im Vorfeld des Giro ein deutschsprachiges Programmheft, das der Veranstalter in Kooperation mit der Fachzeitschrift Procycling erstellte. Der Fernsehsender Eurosport übertrug jeden Nachmittag mehrere Stunden live von den Etappen und sendete verkürzte Wiederholungen von diesen.